# Gruppe von Toronto 305

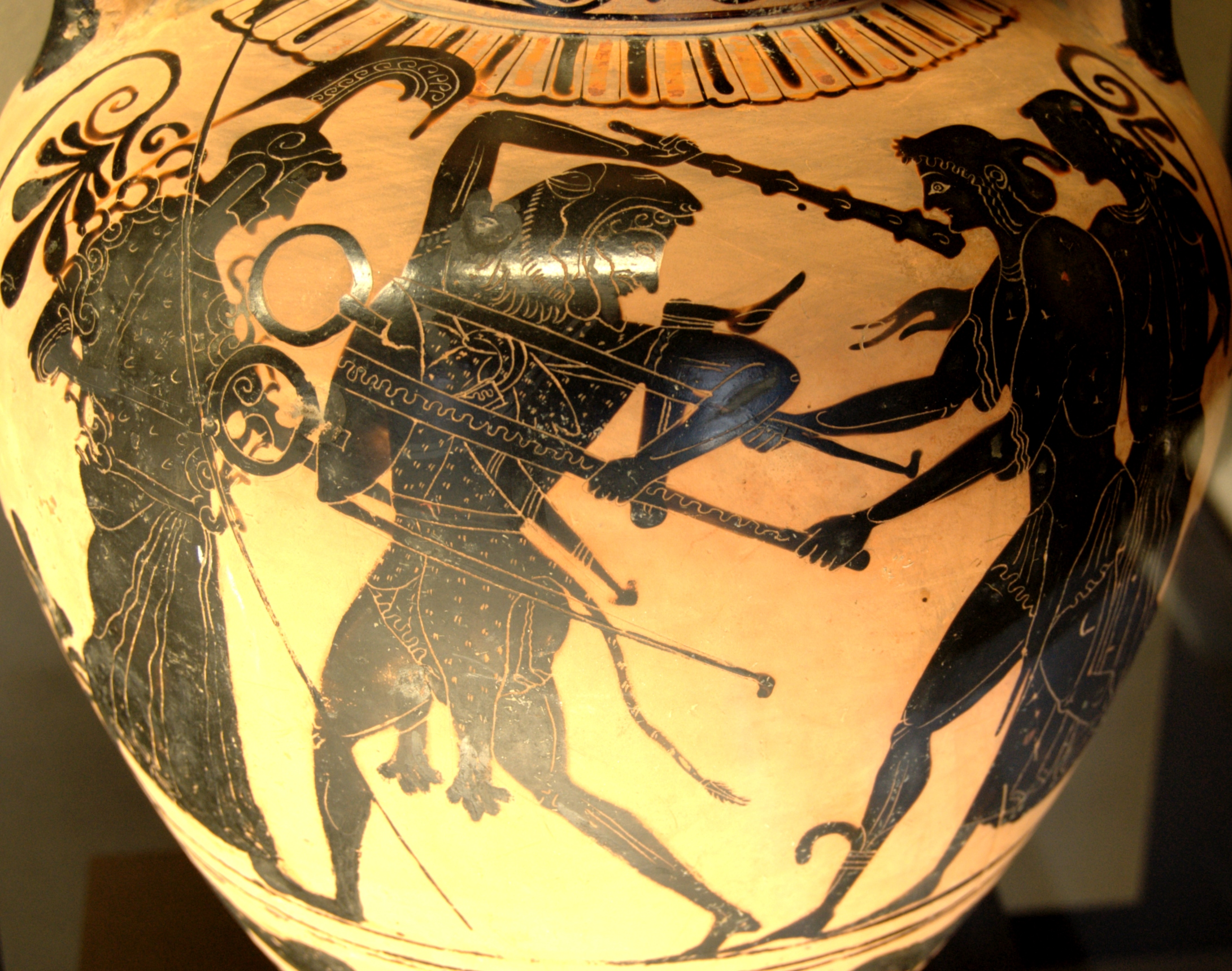
Herakles kämpft mit Apollon, Amphora, Paris, Louvre F 231

Die Gruppe von Toronto 305 (englisch Group of Toronto 305) ist eine mit einem Notnamen benannte Gruppe attisch-schwarzfiguriger Vasenmaler. Ihre Werke werden in das letzte Viertel des 6. Jahrhunderts v. Chr. datiert. Benannt ist die Gruppe nach einer Vase im Royal Ontario Museum in Toronto.
Die Gruppe von Toronto 305 gehört zum Umkreis des Antimenes-Malers. Sie verziert ähnliche Vasenformen wie dieser, Amphoren und Stamnoi. Die Gruppe ist ungleich weniger produktiv, aber erreicht in ihren besten Werken eine ähnlich hohe Qualität. Gelegentlich zeigen die Maler der Gruppe auf ihren Halsamphoren zusätzliche Tierfriese, die den Verzierungsschemen der Hydrien entliehen sind und an deren Predellen erinnert.